# Isabel Muñoz
Isabel Muñoz (Barcellona, 1951) è una fotografa spagnola.
Varie sue opere sono presenti nella Maison Européenne de la Photographie di Parigi, il New Museum of Contemporary Art a New York, il Contemporary Arts Museum di Houston o in collezioni private.
Ciò che la rende un'artista di rilievo, al di là della sua impeccabile capacità di immobilizzare movimenti fugaci, è lo studio e l'elaborazione di particolari effetti della pelle e la ricerca continua di nuovi movimenti, nuove ombre, nuove sensualità che fanno di tante culture diverse una grande raccolta di effetti.

## Biografia

### Inizi
All'età di vent'anni, nel 1970, si trasferisce a Madrid. È nella capitale della Spagna che decide di iniziare a coltivare seriamente la sua passione per la fotografia e così, nel 1979, si iscrive al Photocentro.
Nel 1980 entra in contatto con Ramon Morelle e Eduardo Momene, personaggi che diventeranno punti di riferimento importanti per la sua crescita artistica. Dimostra di non trovare difficoltà nell'inserirsi nel mondo del lavoro come fotografa, infatti, solo due anni dopo l'inizio della scuola, firma i primi contratti per la stampa.

### Il periodo newyorkese
Considerato il suo crescente interesse per quest'arte, nel 1982 si trasferisce a New York e si iscrive al Visual Studios, ma le basi per divenire un'esperta nella creazione di particolari effetti della pelle, le ottiene nel Maine, dove apprende la tecnica dello sviluppo su  platino.

### Il successo in Europa
Nel 1986 torna in Europa, nella sua città di formazione, Madrid. Quest'anno indica un cambiamento: Isabel inizia ad esporre le sue fotografie, i suoi lavori, le sue idee. Ed in breve tempo arrivano anche le prime pubblicazioni (1990 i primi cataloghi).
Nel 1993 verrà pubblicata la prima edizione di "Tango", raccolta di fotografie dedicate ai corpi in movimento durante, appunto, la danza argentina.
I suoi temi sono in continua evoluzione, ma hanno una matrice in comune: il corpo.
Il corpo in relazione alla danza (il tango, il flamenco, le danze orientali, il balletto Khmer), il corpo dipinto (nato dalla tradizione africana), il corpo come oggetto del desiderio e come espressione di sensualità, ma anche il corpo in relazione alle arti marziali, dunque muscoli in trazione ed estensione massima del fisico.
Nel 1999 espone le sue opere sul Popolo Surma, dell'Etiopia, caratterizzate dal forte contrasto dei disegni sui corpi.
Nel 2016, in Spagna, si aggiuica il Premio Nacional de Fotografia concesso dal Ministerio de Educación, Cultura y Deporte, dotato di 30.000 euro.

## Premi
- Medaglia d'oro alla biennale di Alessandria, (1999).
- 2º premio di Le Storie Arts nella 43ª edizione dei World Press Photo per Chines Martial Arts Training.
- 3º premio Portraits Stories della 48ª edizione dei World Press Photo per The Surma people of Etiopia.